# Salts
Aquest article es refereix a l'esport dels salts. Per altres significats vegeu: Salt (desambiguació).
Els salts són un esport aquàtic que consisteix a saltar des d'una plataforma situada a una alçada determinada sobre una piscina fent acrobàcies i caient sobre l'aigua. Un equip de jutges puntuen els salts en funció de la dificultat i plasticitat per decidir els guanyadors. Es tracta d'un esport reconegut internacionalment, que forma part del programa olímpic i que internacionalment és regulat per la FINA.

## Història

### Antiguitat

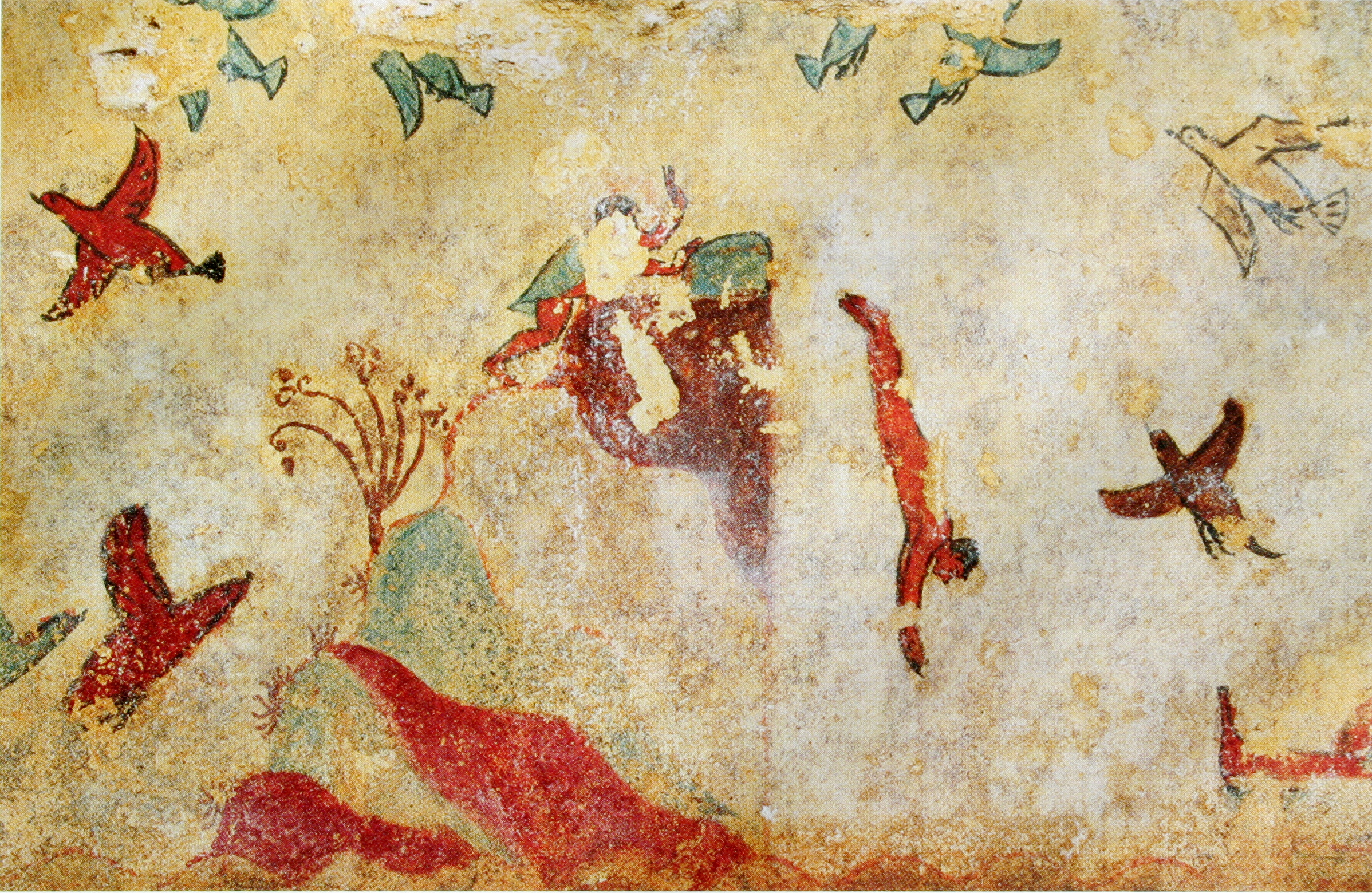
Fresc. Tomba de la Caça i la Pesca. Necròpolis de Monterozzi, Tarquinia, Itàlia. Al voltant del 530 - 500 aC

En època Etrusca a la Tomba de la Caça i la Pesca de Tarquinia hi ha una pintura mural d'uns anys 530 - 500 aC que mostra una persona escalant roques cap a un penya-segat i una segona persona bussejant per la paret cap a aigua.
La tomba del capbussador de Paestum, conté un fresc que data entre els anys 500 i 475 aC que també mostra l'escena d'una persona que se submergeix en una piscina o corrent d'aigua des d'una estructura.

### Moderna
Les primeres competicions modernes de busseig es van celebrar a Anglaterra a la dècada de 1880. Els orígens exactes de l'esport no estan clars, encara que probablement deriva de l'acte de bussejar a l'inici de les curses de natació.
Al segle XVII les gimnastes traslladaven el seu equipament a les platges i "realitzaven acrobàcies sobre l'aigua".
El llibre de 1904 Swimming de Ralph Thomas assenyala informes anglesos de registres de caiguda que es remunten almenys a 1865. L'edició de 1877 de British Rural Sports de John Henry Walsh comenta que un "Mr. Young" que va caure de 17 m el 1870, i també afirma que 25 anys abans, un nedador anomenat Drake podria cobrir 16 m
L'Associació Swim England va començar un "campionat de caiguda" el 1883. El campionat d'enfonsament es va suspendre el 1937.

### Olimpisme
El busseig simple es va introduir per primera vegada als Salts als Jocs Olímpics d'estiu de 1904. Els Jocs Olímpics de Londres de 1908 es va afegir "busseig de luxe" i van introduir taules elàstiques en lloc de plataformes fixes. Les dones van poder participar per primera vegada als esdeveniments de salts dels Jocs Olímpics de 1912 a Estocolm.
Als Jocs Olímpics de 1928, els salts "simples" i el "fantàstics" es van fusionar en un sol esdeveniment: "Highboard Diving". L'esdeveniment de busseig es va celebrar per primera vegada a l'interior de l'Empire Pool per als Jocs de la Commonwealth de 1934 i els Jocs Olímpics d'estiu de 1948 a Londres.

## Modalitats

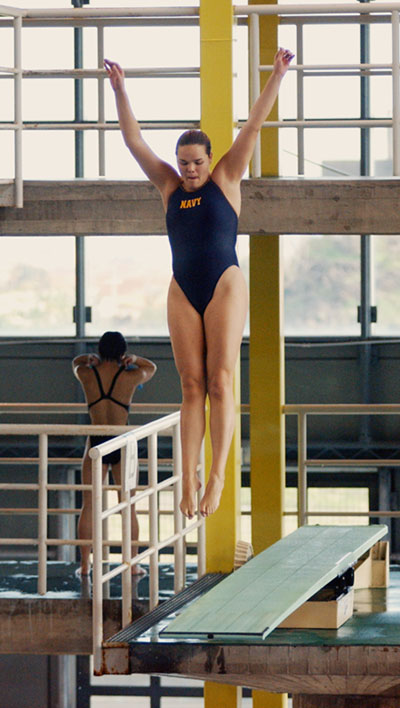
Salt de trampolí

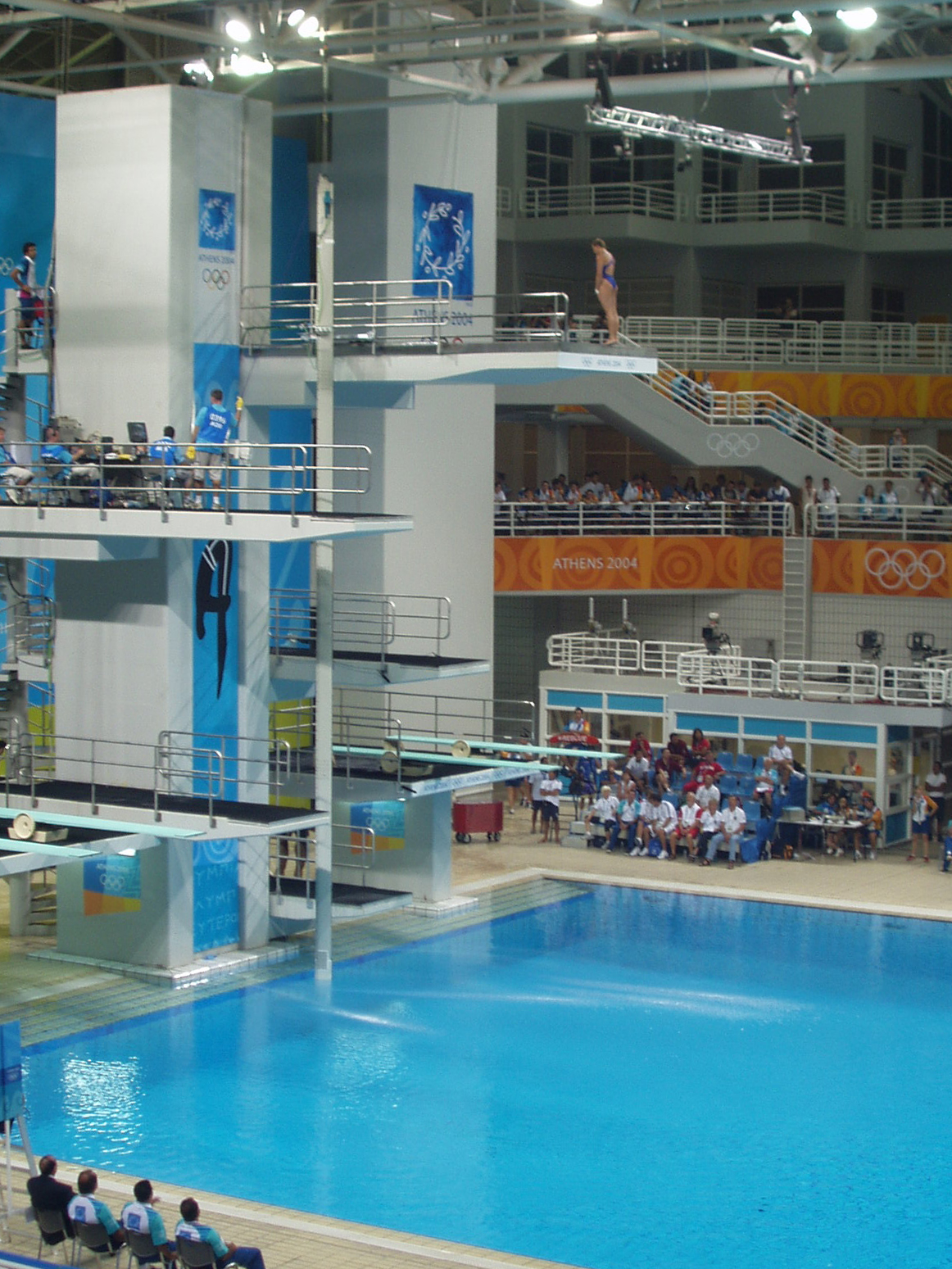
Salt de palanca

Els salts es disputen tant en categoria masculina com femenina. Actualment existeixen les següents modalitats olímpiques:
- Salt de trampolí de 1 metre.
- Salt de trampolí de 3 metres.
- Salt de palanca de 10 metres.
- Salt sincronitzat de trampolí de 3 metres.
- Salt sincronitzat de palanca de 10 metres

També es disputen altres modalitats no olímpiques com el Salt de trampolí d'un metre (al campionats mundials de natació), el salt de trampolí de 5 o de 7 metres (que només es troben a segons quines piscines), o els salts utilitzant entorns naturals sobre el mar o sobre rius i llacs, molt famosos a països com Mèxic.

## Saltadors famosos
- Austràlia: Rebecca Gilmore, Mathew Helm, Chantelle Michelle, Chantelle Newbery, Robert Newbery, Dean Pullar, Loudy Tourky.
- Canadà: Annie Pelletier, Myriam Boileau, Philippe Comtois, Alexandre Despatie, Blythe Hartley, Émilie Heymans, Anne Montminy.
- Xina: Fu Mingxia, Gao Min, Guo Jingjing, Hu Jia, Lao Lishi, Na Li, Li Ting, Wu Minxia, Peng Bo, Xue Sang, Tian Liang, Hailiang Xiao, Ni Xiong.
- Itàlia: Klaus Dibiasi.
- Mèxic: Rommel Pacheco, Fernando Platas, Paola Espinosa.
- Rússia: Alexander Dobroskok, Vera Ilina, Igor Lukashin, Ioulia Pakhalina, Dmitri Sautin
- Regne Unit: Leon Taylor, Peter Waterfield, Tom Daley, Christopher Mears, Jack Laugher, Sarah Barrow, Alicia Blagg.
- Estats Units: Hobie Billingsley, Bruce Kimball, Beatrice Kyle, Pat McCormick, Mark Lenzi, Greg Louganis, Aileen Riggin, Laura Wilkinson, Jennifer Chandler, Bob Webster.
- Espanya: Javier Illana, Julia Cruz.